# Сенакский муниципалитет
Сенакский муниципалитет (груз. სენაკის მუნიციპალიტეტი senak’is municipʼalitʼetʼi) — муниципалитет в Грузии, входящий в состав края Самегрело-Верхняя Сванетия. Находится на западе Грузии, на территории исторической области Мегрелия. Административный центр — Сенаки.

## История
Сенакский район был образован в 1929 году в составе Сенакского уезда, с 1930 года в прямом подчинении Грузинской ССР. 8 июня 1935 года переименован в Миха-Цхакаевский район (с 1939 — Цхакаевский район). В 1951—1953 годах входил в состав Кутаисской области. В 1990 году переименован в Сенакский район.

## Население
По состоянию на 1 января 2018 года численность населения муниципалитета составила 36 939 жителей, на 1 января 2014 года — 52,2 тыс. жителей.
Согласно переписи 2002 года население района (муниципалитета) составило 52 112 чел. По оценке на 1 января 2008 года — 51,7 тыс. чел.
Большинство населения составляют мегрелы, причисляемые к грузинам.
| Грузины       | 51 532 | 98,89 %  |
| Русские       | 263    | 0,50 %   |
| Армяне        | 92     | 0,18 %   |
| Украинцы      | 41     | 0,08 %   |
| Абхазы        | 36     | 0,07 %   |
| Осетины       | 19     | 0,04 %   |
| Азербайджанцы | 10     | 0,02 %   |
| всего         | 52 112 | 100,00 % |

| Грузины       | 39 476 | 99,56 %  |
| Русские       | 59     | 0,15 %   |
| Армяне        | 39     | 0,10 %   |
| Украинцы      | 25     | 0,06 %   |
| Ассирийцы     | 23     | 0,06 %   |
| Азербайджанцы | 9      | 0,02 %   |
| Греки         | 5      | 0,01 %   |
| другие        | 16     | 0,04 %   |
| всего         | 39 652 | 100,00 % |

## Административное деление
Территория муниципалитета разделена на 15 сакребуло:
- 1 городское (kalakis) сакребуло:
- 0 поселковых (dabis) сакребуло:
- 13 общинных (temis) сакребуло:
- 1 деревенских (soplis) сакребуло:

## Список населённых пунктов
В состав муниципалитета входит 62 населённых пунктов, в том числе 1 город.
- Сенаки (груз. სენაკი)
- Ахалсопели (груз. ახალსოფელი)
- Батариа (груз. ბათარია)
- Бетлеми (груз. ბეთლემი)
- Гахомела (груз. გახომელა)
- Геджети (груз. გეჯეთი)
- Голаскури (груз.  გოლასკური)
- Джиха (груз. ჯიხა)
- Джолеви (груз. ჯოლევი)
- Дзвели-Сенаки (груз. ძველი სენაკი)
- Дзигидери (груз. ძიგიდერი)
- Диди-Хорши (груз. დიდი ხორში)
- Зана (груз. ზანა)
- Зеда-Накалакеви (груз. ზედა ნაქალაქევი)
- Зеда-Сорта (груз. ზედა სორტა)
- Исула (груз. ისულა)
- Кваути (груз. კვაუთი)
- Кведа-Сорта (груз. ქვედა სორტა)
- Котианети (груз. კოტიანეთი)
- Лебагатуре (груз. ლებაღათურე)
- Легогие (груз. ლეგოგიე)
- Легогие-Насаджу (груз. ლეგოგიე-ნასაჯუ)
- Легогине (груз. ლეგოგინე)
- Ледзадзаме (груз. ლეძაძამე)
- Лекокаие (груз. ლეკოკაიე)
- Лесаджаие (груз. ლესაჯაიე)
- Меоре-Мохаши (груз. მეორე მოხაში)
- Мохаши (груз. მოხაში)
- Мухури (груз. მუხური)
- Носири (груз. ნოსირი)
- Патара-Зана (груз. პატარა ზანა)
- Пертули (груз. პერტული)
- Пирвели-Носири (груз. პირველი ნოსირი)
- Поцхо (груз. ფოცხო)
- Река (груз. რეკა)
- Саадамио (груз. საადამიო)
- Сааданаио (груз. საადანაიო)
- Сабеселио (груз. საბესელიო)
- Сагабескирио (груз. საგაბესკირიო)
- Сагварамио (груз. საგვარამიო)
- Сагвичио (груз. საგვიჩიო)
- Сагугунаво (груз. საგუგუნავო)
- Сакиласонио (груз. საკილასონიო)
- Саодишарио (груз. საოდიშარიო)
- Саткебучаво (груз. სატყებუჩავო)
- Сахарбедио (груз. სახარბედიო)
- Сацулейскирио (груз. საწულეისკირიო)
- Сацхвитао (груз. საცხვიტაო)
- Сачикобаво (груз. საჩიქობავო)
- Сашургаио (груз. საშურღაიო)
- Саэсебуо (груз. საესებუო)
- Сириачкони (груз. სირიაჩქონი)
- Скуриа (груз. სკურია)
- Теклати (груз. თეკლათი)
- Ткири (груз. ტყირი)
- Ушапати (груз. უშაფათი)
- Цизети (груз. ციზეთი)
- Шромискари (груз. შრომისკარი)
- Шуа-Носири (груз. შუა ნოსირი)
- Шуа-Хорши (груз. შუა ხორში)
- Эки (груз. ეკი)
- Эцери (груз. ეწერი)